# Maneiro
Maneiro é um município da Venezuela localizado no estado de Nueva Esparta.
A capital do Estado é a cidade de Pampatar.